# Siphonactinopsis laevis
Siphonactinopsis laevis är en havsanemonart som beskrevs av Oscar Henrik Carlgren 1921. Siphonactinopsis laevis ingår i släktet Siphonactinopsis och familjen Halcampoididae. Inga underarter finns listade i Catalogue of Life.